# Chthonius lucanus
Chthonius lucanus är en spindeldjursart som beskrevs av Giuliano Callaini 1984. Chthonius lucanus ingår i släktet Chthonius och familjen käkklokrypare. Inga underarter finns listade i Catalogue of Life.